# Carl Johan Creutz
Carl Johan Creutz, född 25 september 1725, död 14 april 1793 i Haag, var en svensk friherre, diplomat och kunglig sekreterare.
Carl Johan Creutz var son till vice landshövdingen i Nylands och Tavastehus län friherre Karl Johan Creutz. Han blev student vid Uppsala universitet 1744 och samma år extraordinarie kanslist i utrikesexpeditionen. 1747 blev Creutz kommissionssekreterae vid svenska beskickningen i Haag, Kunglig sekreterare och envoyé i Nederländerna. Att Creutz här förbigick flera äldre medtävlare om den viktiga posten som Sveriges representant i Nederländerna berodde främst på att han genom sin långa tjänstgöring där ansågs var med förtrogen med förhållandena i landet än någon annan svensk diplomat. Han tycks dock inte ha motsvarat förväntningarna och erhöll bland annat tillrättavisningar för att inte vara saklig och återhållen i sina depescher. Detta ledde till att han sin fortsatta brevväxling höll en mycket torr och saklig stil, vilket troligen bidrog till att han 1775 ersattes av Gustav III, som önskade ett mer personligt förhållande till sina förtrogna, sedan denne tillträtt vid makten. Creutz råkade i samband med sit frånträde i konflikt med sin efterträdare Emanuel De Geer vilket ledde till att han föll i onåd hos kungen.
Hans insatser som diplomat är svårbedömda, de svensk-nederländska förbindelserna var under Creutz tid ganska begränsade. Vid tiden för sjuårskriget då Sveriges förbindelser med Storbritannien var avbrutna mottogs dock Creutz rapporter om politiska rykten med största intresse. Han lämnade under sin diplomattid tre redogörelser för förhållandet, en för åren 1748-50, en avsedd för riksdagen 1765 och en till riksdagen 1769. Efter sin far ärvde Carl Johan Creutz Qvidja men sålde redan 1769 godset.